# Смит Вали (Невада)
Смит Вали (енгл. Smith Valley) насељено је место без административног статуса у америчкој савезној држави Невада.

## Демографија
По попису из 2010. године број становника је 1.603, што је 178 (12,5%) становника више него 2000. године.
| Група             | 2000.         | 2010.         |
| Белци             | 1.107 (77,7%) | 1.338 (83,5%) |
| Афроамериканци    | 4 (0,3%)      | 7 (0,4%)      |
| Азијати           | 4 (0,3%)      | 6 (0,4%)      |
| Хиспаноамериканци | 276 (19,4%)   | 196 (12,2%)   |
| Укупно            | 1.425         | 1.603         |